# Chlidonias leucopterus
Il mignattino alibianche (Chlidonias leucopterus, Temminck, 1815), è un uccello della sottofamiglia Sterninae nella famiglia Laridae.

## Tassonomia
Chlidonis leucopterus non ha sottospecie, è monotipica.

## Distribuzione e habitat
Il mignattino alibianche è visibile in tutti i continenti, in Italia esistono rare nidificazioni all'interno della Pianura padana, in ambienti con presenza di acqua.

## Biologia

### Riproduzione

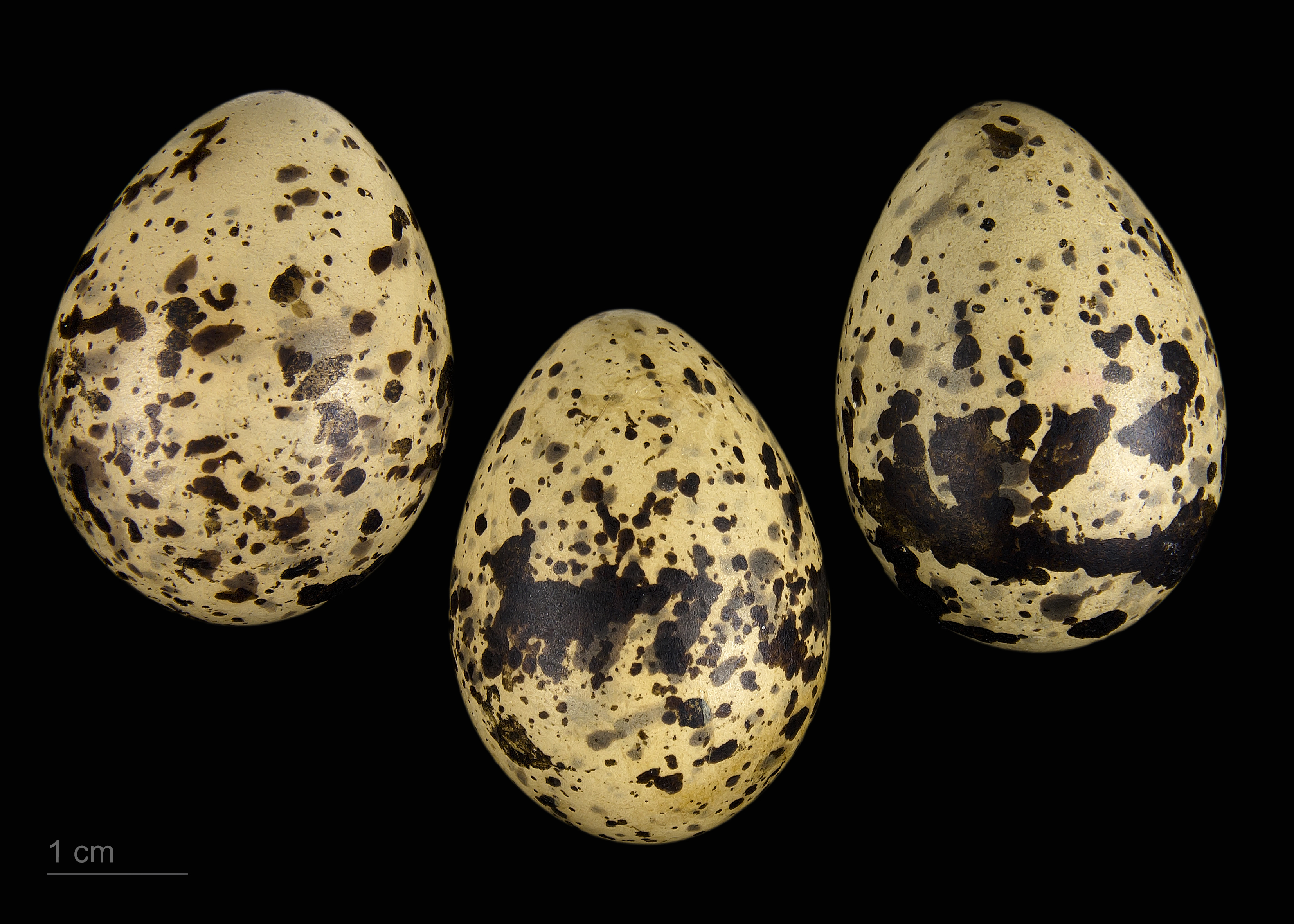
Chlidonias leucopterus

Nidifica in primavera inoltrata.